# Paul Rassinier
Paul Rassinier (Bermont, 18 marzo 1906 – Asnières-sur-Seine, 18 luglio 1967) è stato uno scrittore e politico francese. È noto soprattutto per i suoi lavori negazionisti dell'Olocausto. 
Prese parte alla Resistenza francese e fu prigioniero nei campi di concentramento di Buchenwald e Mittelbau-Dora, nel dopoguerra fu uno dei fondatori del negazionismo dell'Olocausto, nonché suo esponente di primo piano.

## Biografia
Rassinier nacque a Bermont, presso Montbéliard. Insegnò storia e geografia nella scuola media di Faubourg de Montbéliard.
Nel 1922, a soli 16 anni, aderì al Partito Comunista, ma ne venne escluso dieci anni dopo. Decise dunque, con alcuni militanti operai, di dar vita alla Fédération Communiste Indépendante de l'Est con l'intento di riunificare il movimento rivoluzionario sia sul piano politico che sul piano sindacale. Una volta constatata tuttavia la velleità del proposito, decise nel 1934 di difendere le proprie posizioni all'interno della Sezione Francese dell'Internazionale Operaia (SFIO).
Rassinier riferisce che a seguito dell'invasione tedesca, divenne un resistente della prima ora e fu cofondatore del movimento Libération-Nord. Nadine Fresco sostiene però che in nessuna opera dedicata  al  movimento Libération Nord comparirebbe  il nome di Rassinier, nome che non sarebbe riportato peraltro neanche nella lista di componenti del primo comitato direttivo del movimento; pertanto secondo la storica francese l'unica e sola "fonte" di questo presunto legame tra il revisionista francese e questo movimento resistenziale sarebbe Rassinier stesso.
Fu arrestato dalla Gestapo nell'ottobre del 1943 e torturato per undici giorni, riportando lesioni gravissime (mani schiacciate, mascella fratturata, un rene gravemente lesionato), tanto che alla fine del conflitto fu dichiarato invalido al 95%. È deportato in un primo tempo nel campo di Buchenwald e, successivamente, in quello di Dora. Egli tuttavia non entra mai in contatto con i campi di sterminio propriamente detti.
Al termine della guerra è sempre Rassinier a riferire di essere stato insignito della "medaglia d'argento della Riconoscenza francese" e della "Rosetta della Resistenza", che si rifiutava però di esibire, onorificenze che invece, secondo la storica francese Nadine Fresco, Rassinier non avrebbe mai ricevuto. 
Riprese quindi il suo posto tra le file del SFIO di Belfort, lamentandosi tuttavia di non aver mai incontrato nella Resistenza coloro che allora parlavano a suo nome. Eletto deputato socialista alla seconda costituente, si ritirò presto disilluso dalla vita politica per dedicarsi alle sue ricerche storiche. Il suo avvicinamento a posizioni negazioniste avvenne principalmente per questo risentimento verso i suoi ex compagni di partito in funzione anticomunista.
La pubblicazione della sua opera Le Mensonge d'Ulysse (La menzogna di Ulisse), nella quale metteva in dubbio la veridicità dell'Olocausto, gli valse l'espulsione dal Partito Socialista. Gli furono inoltre rimproverati i contatti amichevoli e di lavoro che intratteneva con alcune personalità della destra radicale francese, tra cui l'ex collaborazionista Maurice Bardèche, che dal 1962 fu inoltre l'editore dei suoi libri per la sua casa editrice, la neofascista Les Sept Couleurs.
Morì il 18 luglio del 1967 all'età di 61 anni.

## Attività negazionista
Rassinier descrisse, nelle sue opere, le terribili condizioni a cui erano sottoposti i detenuti nei campi di concentramento tedeschi, in cui vi era un alto tasso di mortalità a causa del maltrattamento, della penuria di cibo, della mancanza di medicinali e di numerose malattie endemiche.
Riteneva tuttavia che i racconti degli altri detenuti contenessero delle esagerazioni. Cercò quindi di ridimensionare tali racconti, e successivamente di sottoporre a critica il celebre libro di Raul Hilberg Destruction of the European Jews (La distruzione degli Ebrei d'Europa): fu il primo di una lunga serie di attacchi che il movimento negazionista dell'Olocausto dedicò a quest'opera.
Rassinier si scagliò soprattutto contro le testimonianze sulle camere a gas, che reputava incomplete, inesatte e, talvolta, falsificate, aggiungendo inoltre che le autorità naziste non avrebbero mai disposto l'ordine per uno sterminio fisico degli ebrei.
Egli si occupò in seguito della tematica delle camere a gas, giungendo alla seguente conclusione: «L'esistenza [delle camere a gas] non può essere considerata come indiscutibilmente stabilita».
Nel 1960 lo storico revisionista della prima guerra mondiale Harry Elmer Barnes notò le opere di Rassinier e si fece carico della traduzione inglese di alcuni suoi libri, incontrando tuttavia il rifiuto per la pubblicazione da parte di numerose case editrici statunitensi. Nel 1978 la Noontide Press, casa editrice californiana di estrema destra dell'attivista Willis Carto, curò l'edizione statunitense delle quattro opere maggiori di Rassinier: Passage de la Ligne, Le Mensonge d'Ulysse, Ulysse trahi par les siens e Le Drame des Juifs européens, quest'ultimo libro dal titolo volutamente ingannevole in quanto "il dramma" del titolo non sarebbe riferito allo sterminio quanto al fatto che gli ebrei abbiano voluto far credere ad esso.

## Critica
Secondo la storica americana ebraica Deborah Lipstadt, i libri di Rassinier «sono una mistura di chiassose falsità, mezze verità, citazioni fuori contesto e attacchi all'"establishment sionista"».
Per lo storico dell’ebraismo Claudio Vercelli, «la scrittura di Rassinier» si spinge «oltre il campo dell'interpretazione, per trasformarsi in asserzione fine a sé»; poi, «nel momento in cui il ricorso alle dichiarazioni apodittiche» non è più sufficiente «per supportare il registro delle proprie affermazioni», subentra «la necessità di piegare l'evidenza celando, manipolando e mistificando i dati incontrovertibili in quanto tali. La negazione» si trasforma così «in menzogna».

### Opere di Rassinier
- (FR) Paul Rassinier, Passage de la Ligne, 1948. [Opera revisionista]
- (FR) Paul Rassinier, Le Mensonge d'Ulysse, 1950. URL consultato il 27 ottobre 2009 (archiviato dall'url originale il 1º luglio 2009). [Op. rev.]
- (FR) Paul Rassinier, Le Discours de la dernière chance, 1953.
- (FR) Paul Rassinier, Candasse ou le huitième péché capital, 1955.
- (FR) Paul Rassinier, Le Parlement aux mains des banques[collegamento interrotto], 1955. URL consultato il 27 ottobre 2009.
- (FR) Paul Rassinier, Ulysse trahi par les siens, Documents et témoignages, 1961. [Op. rev.]
- (FR) Paul Rassinier, L'Equivoque révolutionnaire (PDF), in Défense de l'Homme, vol. 156, novembre 1961. URL consultato il 27 ottobre 2009 (archiviato dall'url originale il 1º luglio 2009).
- (FR) Paul Rassinier, Le véritable procès Eichmann ou les vainqueurs incorrigibles (PDF), 2ª ed., Parigi, la Vieille taupe, 1983  [1962], ISBN 2-903279-05-5. URL consultato il 27 ottobre 2009 (archiviato dall'url originale il 6 ottobre 2009). [Op. rev.]
- (FR) Paul Rassinier, Le drame des juifs européens (PDF), Parigi, Les Sept Couleurs, 1964, LCCN 67043977. URL consultato il 27 ottobre 2009 (archiviato dall'url originale il 6 ottobre 2009). [Op. rev.]
- (FR) Paul Rassinier, L'«Opération Vicaire». Le role de Pie XII devant l'histoire, 1965. [Op. rev.]
- (FR) Paul Rassinier, Les Responsables de la Seconde guerre mondiale, Nouvelles Editions Latines, 1967, ISBN 978-2-7233-0434-4. [Op. rev.]

### Critica
- (FR) Nadine Fresco, Fabrication d'un antisémite, Seuil, 1999, ISBN 978-2-02-021532-9.
- Claudio Vercelli, Il negazionismo. Storia di una menzogna, Roma-Bari, Laterza, 2016  [2013], ISBN 9788858124147.